# Clubiona scatula
Clubiona scatula är en spindelart som beskrevs av Forster 1979. Clubiona scatula ingår i släktet Clubiona och familjen säckspindlar. Inga underarter finns listade i Catalogue of Life.